# Nuragus di Cagliari
Il nuragus è un vino bianco italiano le cui uve crescono in Sardegna. È la varietà principale del vino a  Denominazione di origine controllata denominato Nuragus di Cagliari.

## Storia

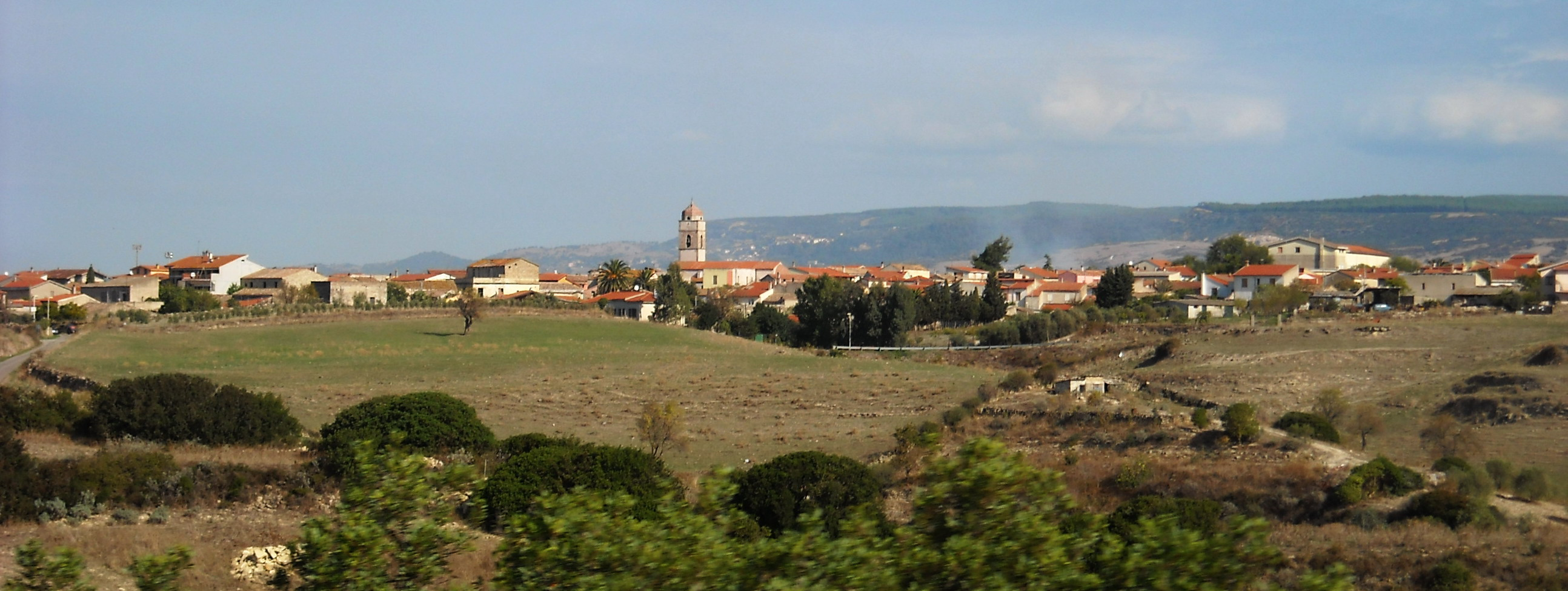
Il comune del Nuragus in provincia di Cagliari da cui prende il nome l'uva del Nuragus.

Il vitigno ha una lunga storia in Sardegna. L'ampelografia ritiene che questa varietà sia stata probabilmente introdotta dai fenici. Mentre l'uva è ancora ampiamente coltivata in Sardegna, la sua produzione ha iniziato a diminuire alla fine del XX secolo, diminuendo del 50% negli anni '80,  fino ad un totale di 8.700 ettari (21.500 acri) nel 1990. Oggi si coltiva soprattutto nella parte meridionale dell'isola, tra Cagliari e Oristano, sulla piana del Campidano.
«Fino a pochi decenni fa, nel meridione dell'Isola, da uve selezionate ed appassite di Nuragus si otteneva uno squisito vino da dessert: Non è da escludersi che possa trattarsi del Muscadeddu de Nuragus di cui parlano testi ed atti notarili seicentesch» (Ferrante 2000).

## Caratteristiche organolettiche
- Colore: paglierino tenue, talvolta con leggero riflesso verdolino.

- Odore: vinoso, gradevole.
- Sapore: secco, oppure amabile, sapido, armonico, leggermente acidulo, di buona beva.

## Vini DOC

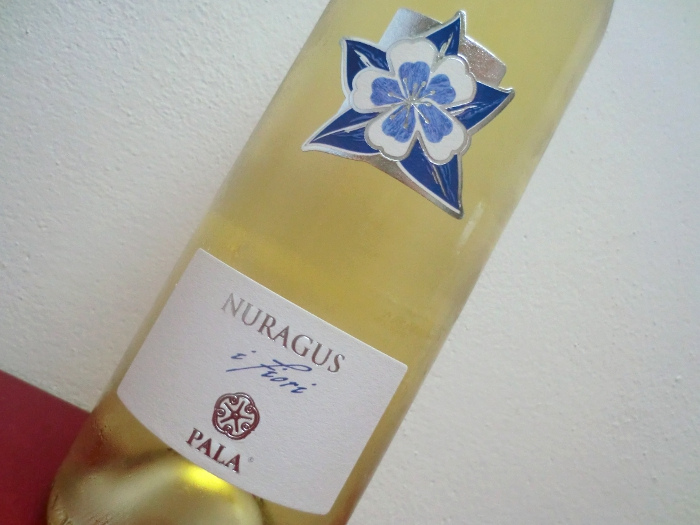
Una bottiglia di vino Nuragus.

Secondo il disciplinare, il Nuragus coltivato nella Sardegna meridionale può essere etichettato come Nuragus di Cagliari DOC, a condizione che l'uvaggio Nuragus rappresenti almeno l'85% della miscela con altri vitigni autoctoni autorizzati a costituire la parte restante del vino. Il DOC ha la resa della vendemmia  ad un massimo di 20 tonnellate / ettaro. Il vino deve raggiungere un livello alcolico minimo di almeno il 10,5% e uno stile frizzante o semi-frizzante è consentito anche sotto la denominazione DOC.

## Stili di vino

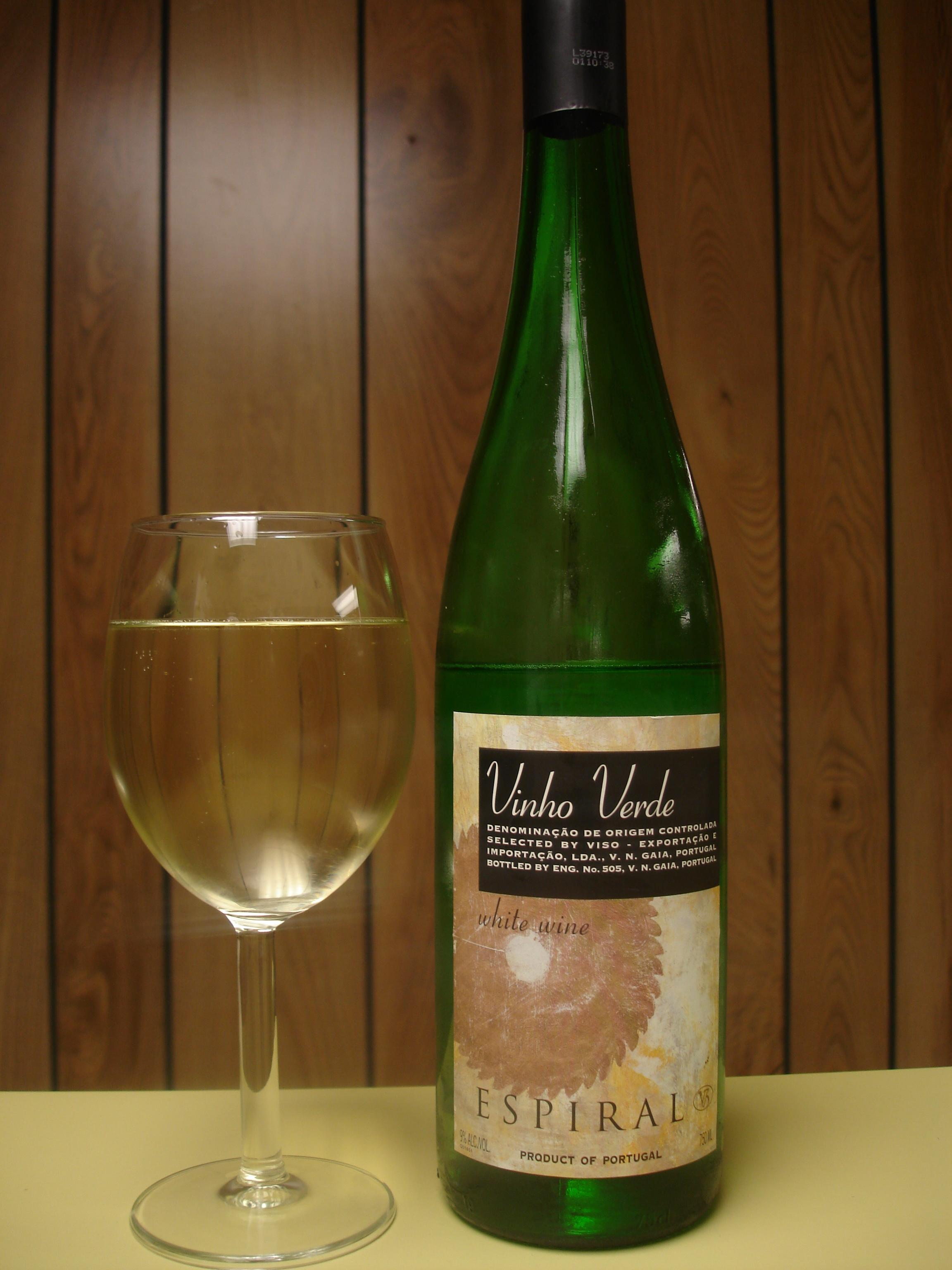
Secondo alcuni esperti del vino, i sapori leggeri, neutri e l'elevata acidità del Nuragus ricordano i vini del Vinho Verde del nord del Portogallo.

Secondo l'esperto di vini Oz Clarke, il Nuragus tende a produrre vini dal gusto neutro e dal corpo leggero. Joe Bastianich e David Lynch descrivono esempi ben fatti di Nuragus in annate favorevoli con aromi simili al vermentino con mandorle e note di mela acerba. L'elevata acidità potenziale dell'uva, anche coltivata nel caldo clima mediterraneo della Sardegna meridionale, permette all'uva di avere note acide notevoli che Bastianich e Lynch descrivono come ricordi del vino portoghese Vinho Verde e lo spagnolo Albarino.

## Sinonimi
Nel corso degli anni il Nuragus è stato conosciuto con una varietà di sinonimi tra cui Abbondosa, Abboudossa, Abbsudosa, Abundans, Aksina de Marjian, Aksina de Popurus, Axina de Margiai, Axina de Popurus, Axina Scacciadeppidus, Bruscu biancu, Burdu, Garna Chchija, Garnaccia, Granazza, Lacconargiu, Malvasia di Luras, Meragus, Nugarus, Nuragus blanc de Sardaigne, Nuragus Moscadeddu, Nuragus Moscatello e Nuragus Trebbiana.

## Abbinamenti consigliati
Il vino Nuragus di Cagliari Doc è un vino bianco che si abbina bene con Secondi di pesce ed in particolare Fritti misti di pesce.
Il Nuragus di Cagliari Doc Secco va abbinato ad antipasti magri e primi piatti al sugo bianco di pesce, zuppe di conchigliacei, crostacei lessati conditi con olio d'oliva. Va degustato in calici a tulipano svasato, a una temperatura di 10 °C se abbinato a piatti freddi e 12 °C se accostato a piatti caldi.

## Produzione
| PROVINCIA | STAGIONE  | ETTOLITRI |
| --------- | --------- | --------- |
| Cagliari  | (1990/91) | 14500,1   |
| Cagliari  | (1991/92) | 20544,2   |
| Cagliari  | (1992/93) | 25055,79  |
| Cagliari  | (1993/94) | 32136,35  |
| Cagliari  | (1994/95) | 15950,3   |
| Cagliari  | (1995/96) | 14787,3   |
| Cagliari  | (1996/97) | 13722,28  |
| Oristano  | (1990/91) | 122,38    |
| Oristano  | (1991/92) | 145,88    |
| Oristano  | (1992/93) | 297,5     |
| Oristano  | (1993/94) | 496,86    |
| Oristano  | (1994/95) | 303,03    |
| Oristano  | (1995/96) | 609,49    |
| Oristano  | (1996/97) | 531,72    |